# Томскэнерго
ОАО «Томскэнерго» — компания-производитель и поставщик электрической и тепловой энергии в Томской области. Штаб-квартира располагалась в городе Томске.
В состав ОАО «Томскэнерго» входили 10 филиалов и одно 100 % дочернее общество, в том числе два энергоисточника (Томская ГРЭС-2 (281 МВт, 755 Гкал/час), Томская ТЭЦ-3 (140 МВт, 670 Гкал/час)), три электросетевых филиала (Центральные, Северные, Восточные электрические сети), обеспечивающих электроэнергией всю Томскую область и тепловые сети.

## История
Томская энергосистема — старейшая в Сибири, её история начинается с 1 января 1896 года, когда в Томске была введена в строй первая электростанция. До этого частные электрические сети имели купцы Фуксман, П. И. Макушин, Кухтерин. В 1894 году электричество появилось у Университете.

В мае 1943 года началось строительство, а 28 мая 1945 года вошла в строй первая очередь ГРЭС-2, в 1982 году началось строительство ТЭЦ-3, а 29 октября 1988 года был запущен её первый котёл.
В 2006 году ТГК-11 планировало строительство нового энергоблока ТЭЦ-3 мощностью 450 МВт.
1 ноября 2007 года в Единый государственный реестр юридических лиц внесена запись о прекращении деятельности ОАО «Томскэнерго» путём присоединения к ОАО «ТГК-11». Центральные, Северные, Восточные электрические сети перешли во владение ОАО «Томская распределительная компания».